# Computer Automated Measurement and Control
Computer Automated Measurement And Control (CAMAC) er en standardbus for styring og dataopsamling typisk brugt i partikelfysik- og kernefysik-eksperimenter og i industrien. CAMAC tillader udveksling af data imellem de enkelte tilføjelsesmoduler (hvilke der kan være op til 24 af, i en enkelt kasse) og styreenheden. Styreenheden kommunikerer med en PC eller et VME-CAMAC interface.
Standarden blev oprindeligt defineret af ESONE komitéen som EUR 4100 i 1972. Denne dækker over de mekaniske parametre, elektriske parametre og selve logikken – protokollen – bag bussen for de enkelte tilføjelsesmoduler. Bussen er en parallel bus.
CAMAC standarden omfatter følgende IEEE standarder:
- 583 Hoveddefinitionen
- 683 Overførsel af blok data (Q-stop og Q-scan)
- 596 Parallel Branch Highway systemer
- 595 Serial Highway systemer
- 726 Samtidslogik for CAMAC
- 675 Bestemmelser og support for styreenhed
- 785 FORTRAN sub-rutiner for CAMAC

De enkelte tilføjelsesmoduler kaldes ud fra deres geografiske placeringen i kassen. De første 22 indgange fra venstre er tilgængelige for applikationsmoduler, mens de sidste 2 er dedikeret til styreenheder. En enkelt indgang har 16 sub-adresser (fra 0 til 15).
En indgang styres af styreenheden med 32 forskellige funktionskoder (fra 0 til 31). De første 8 (fra 0 til 7) er læsefunktioner der overfører data til styreenheden, mens 16-23 er skrivefunktioner der overfører data fra styreenheden til det enkelte tilføjelsesmodul.
Udover disse funktionskoder der er adresseret direkte til de enkelte tilføjelsesmoduler, er der også nogle globale funktioner defineret:
- I – Hindre/stoppe
- Z – Nulstil
- C – Fjern hindring

Den oprindelige standard kunne overføre 24 bit pr. mikrosekund. Senere udgaver tillader dog såkaldte mindre cyklusser, hvor der kan overføres helt ned til hvert 450nS. En senere kompatibel standard kaldet Fast CAMAC tillader at indstille cyklustiden pr. tilføjelsesmodul i stedet for at gøre det for hele kassen på én gang.
I 1984 bliver FASTBUS-standarden introduceret til at overtage for CAMAC i meget store systemer.